# Старовиці-Дольне
Старовиці-Дольне (пол. Starowice Dolne, нім. Starrwitz) — село в Польщі, у гміні Ґродкув Бжезького повіту Опольського воєводства.
Населення — 330 осіб (2011).
У 1975-1998 роках село належало до Опольського воєводства.

## Демографія
Демографічна структура станом на 31 березня 2011 року:
|          | Загалом | Допрацездатний вік | Працездатний вік | Постпрацездатний вік |
| -------- | ------- | ------------------ | ---------------- | -------------------- |
| Чоловіки | 170     | 40                 | 117              | 13                   |
| Жінки    | 160     | 42                 | 84               | 34                   |
| Разом    | 330     | 82                 | 201              | 47                   |